# Chemin de fer de Roisel à Hargicourt
Le chemin de fer de Roisel à Hargicourt a fonctionné entre ces deux villes picardes des départements de l'Aisne et de la Somme entre 1894 et 1932.

## Histoire
La ligne a été ouverte en 1894 afin de permettre l'exploitation de mines de phosphates à Templeux-le-Guérard et Hargicourt.
Faute d'autorisation administrative, l'exploitation est interrompue entre 1895 et le 2 juillet 1901
Elle n'est en effet déclarée d'utilité publique, sous le régime des voies ferrées d'intérêt local que par la loi du 14 avril 1900, et sa concession est attribuée à MM. Mathieu Michon et Paul Grosselin auxquels se substitue, le 8 septembre 1901, la compagnie des chemins de fer d'intérêt local du Nord de la France (NF), dénommée précédemment Compagnie du chemin de fer d'intérêt local de Guise au Catelet.
À partir de 1920, la ligne est exploitée par le ministère des Régions libérées (MRL), puis de 1923 à 1927 par la Société générale des chemins de fer économiques (SE) et ensuite par la compagnie des chemins de fer d'intérêt local du Nord de la France (NF).
La ligne utilise l'écartement métrique, puis est reconstruite à voie normale durant la Première Guerre mondiale. Elle est ensuite rétablie à l'écartement métrique après 1920.
Elle ferme en 1932.

## La ligne
- Roisel - Hargicourt (7,6km), ouverture 1894, fermeture 1932[3].

Elle débutait en gare de Roisel, se séparait de la ligne d'intérêt local de la  ligne d'intérêt local de Vélu-Bertincourt au PK 0,450, puis atteignait la gare de Templeux-le-Guérard au PK 4,275. La ligne se poursuivait jusqu'à la gare de Hargicourt (PK 6,850), jusqu'à son extrémité au PK 7,9

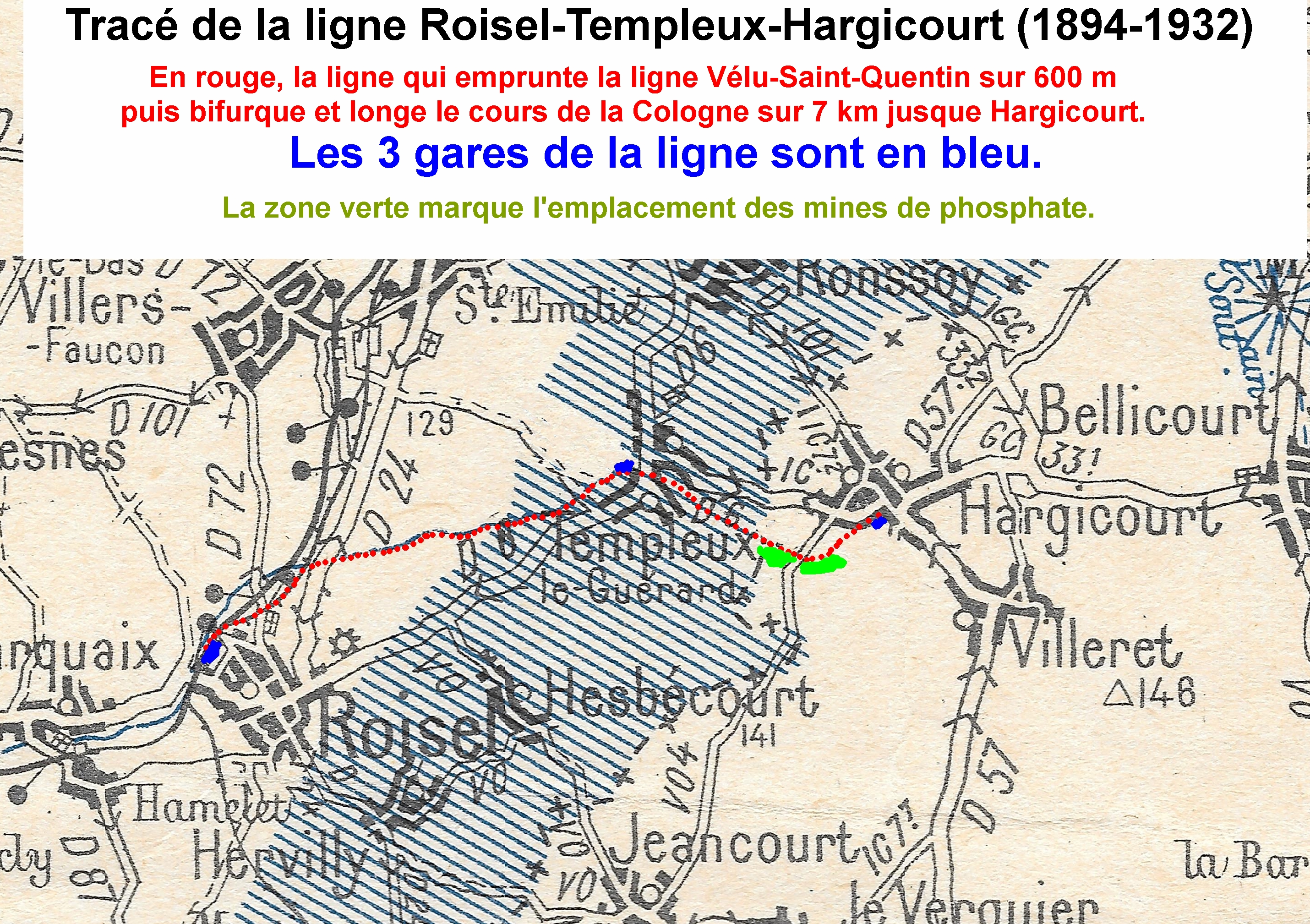
Carte de la ligne Roisel-Hargicourt.

## Les 3 gares
Les 3 gares de cette ligne existent encore de nos jours : celle de Roisel est devenue un foyer socio-éducatif et celles de Templeux-le-Guérard et Hargicourt ont été vendues comme habitation.

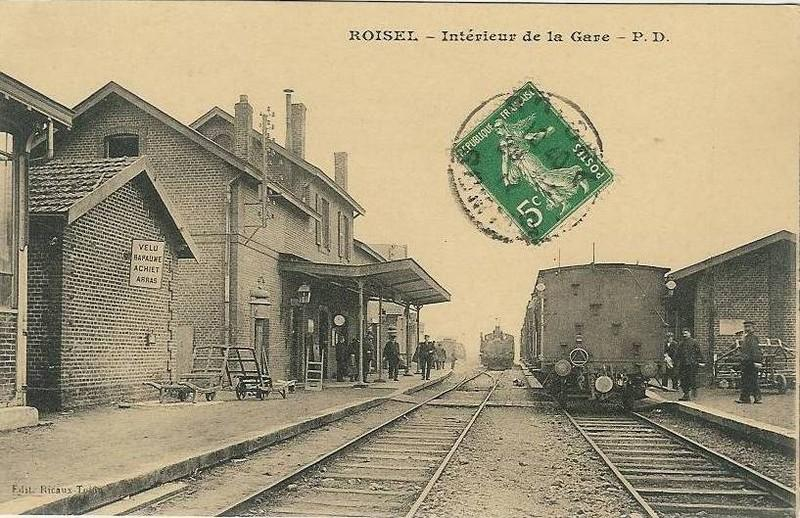
La gare de Roisel vers 1910.
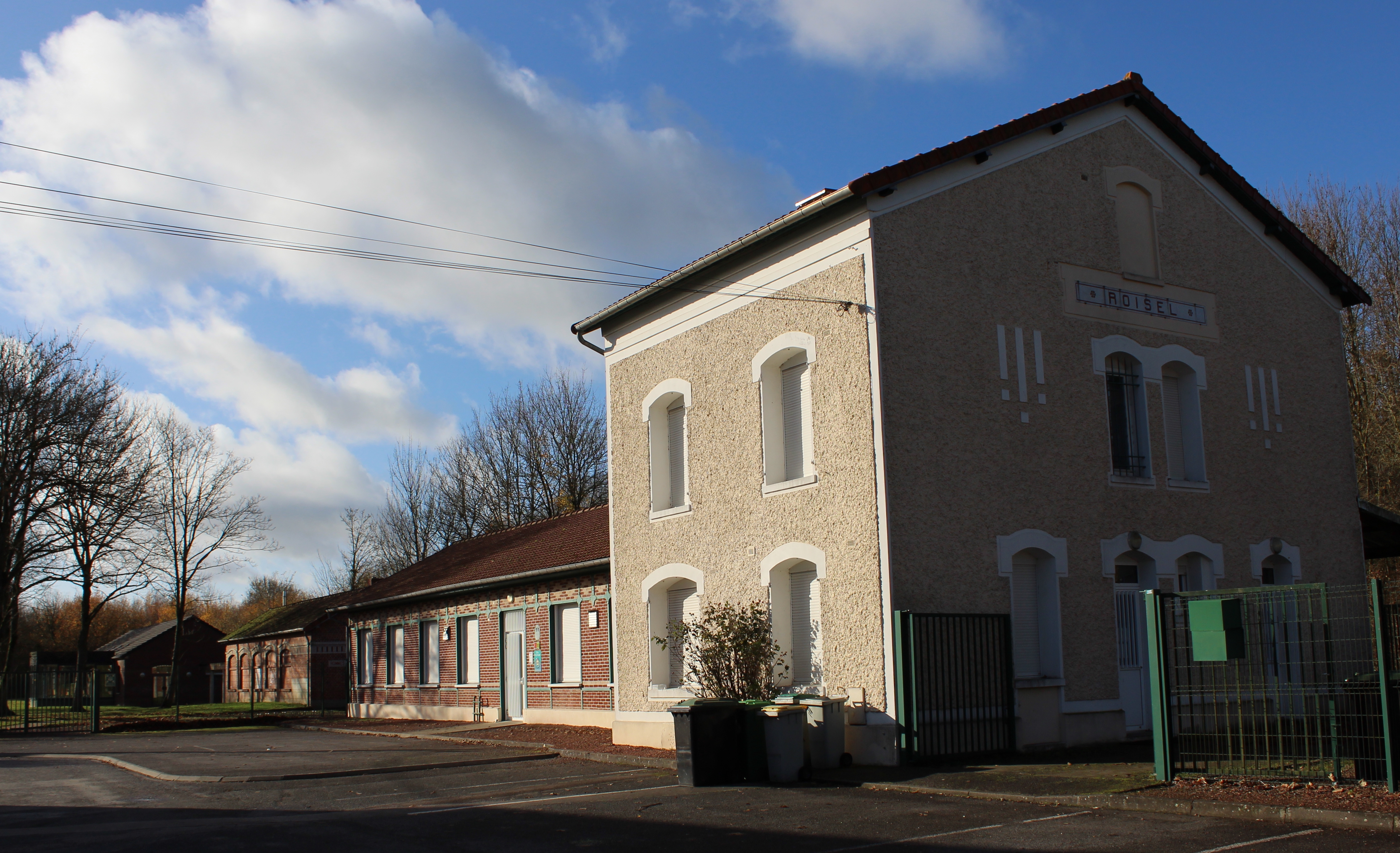
L'ancienne gare de Roisel en 2017.
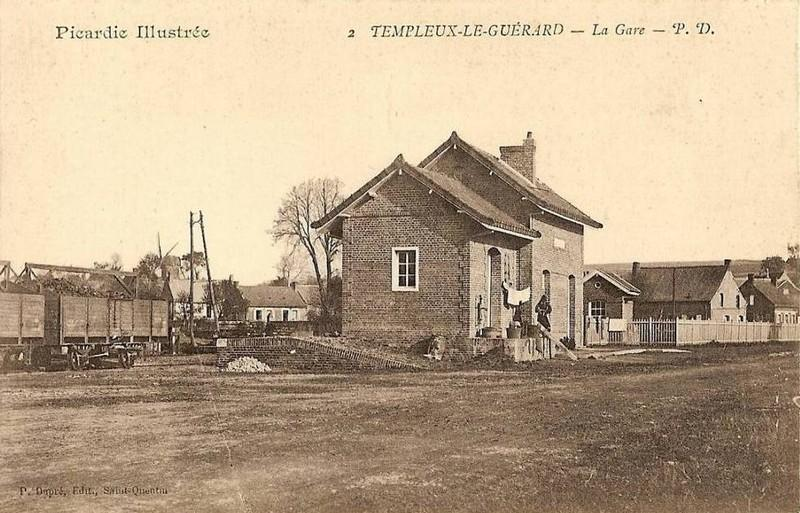
La gare de Templeux vers 1910.
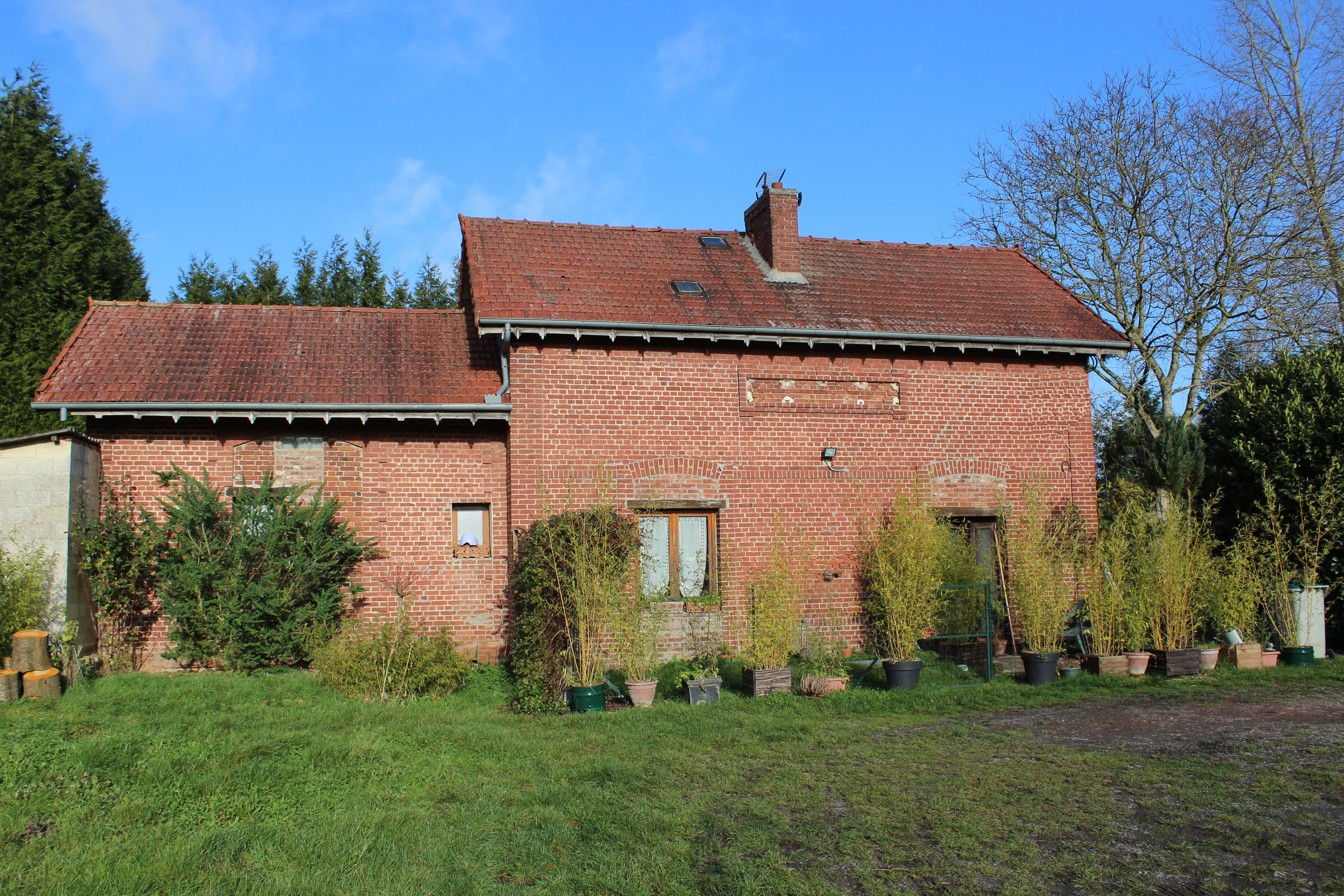
L'ancienne gare de Templeux-le-Guérard en 2017.
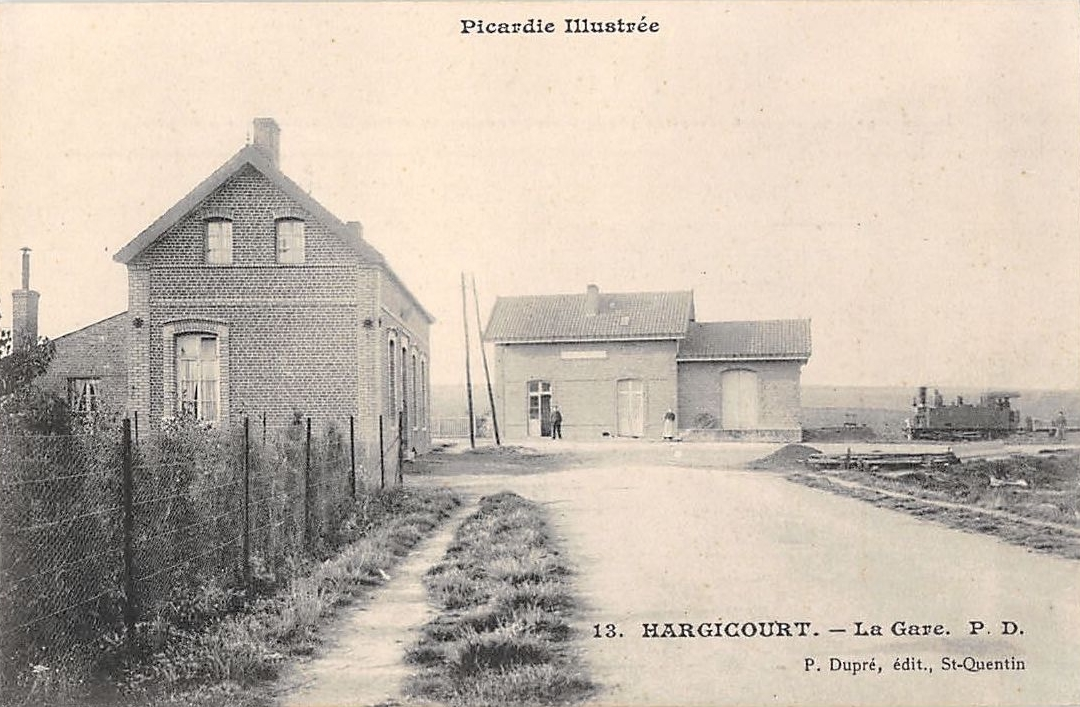
La gare d'Hargicourt vers 1925.
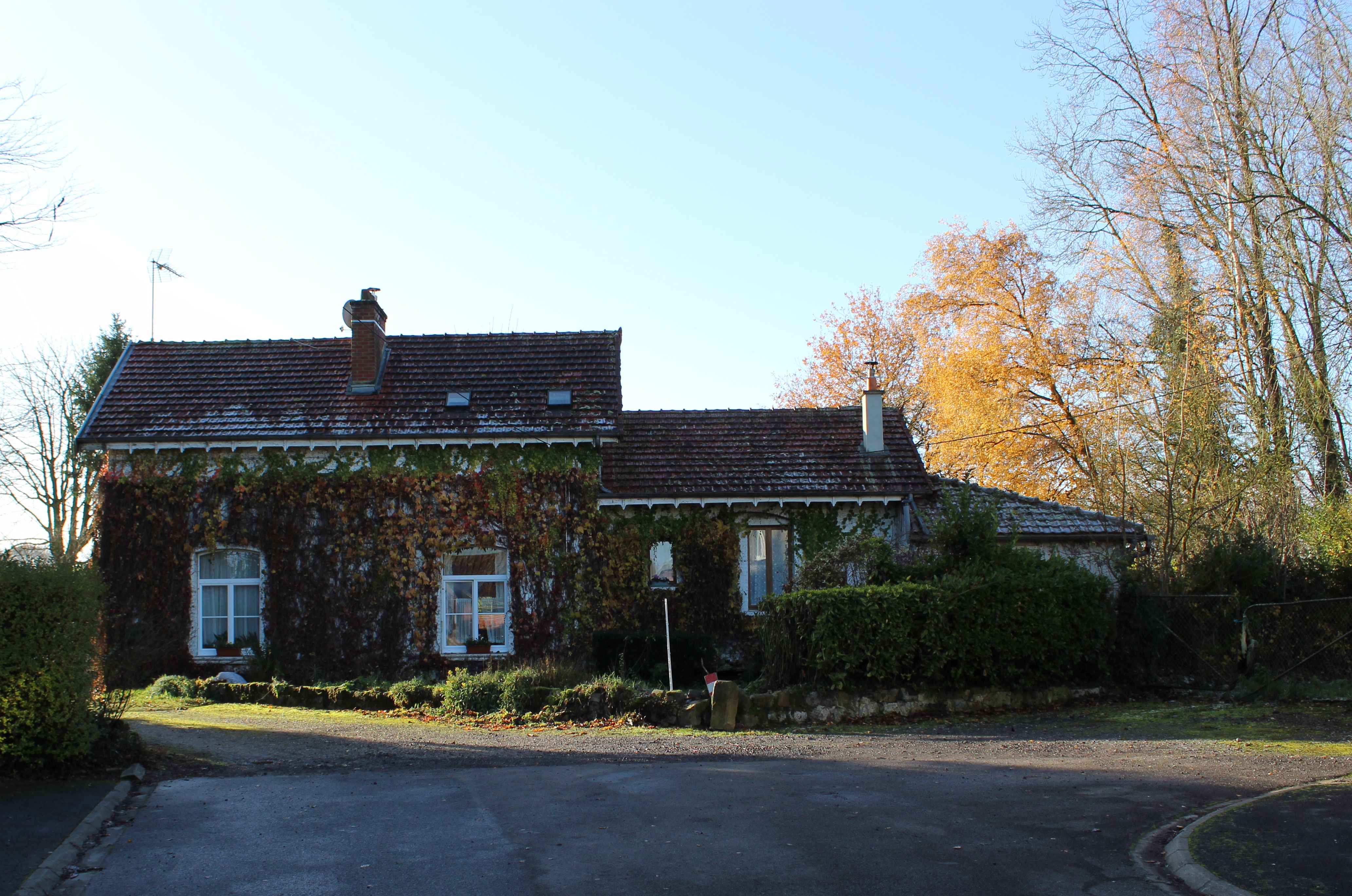
L'ancienne gare d'Hargicourt en 2017.
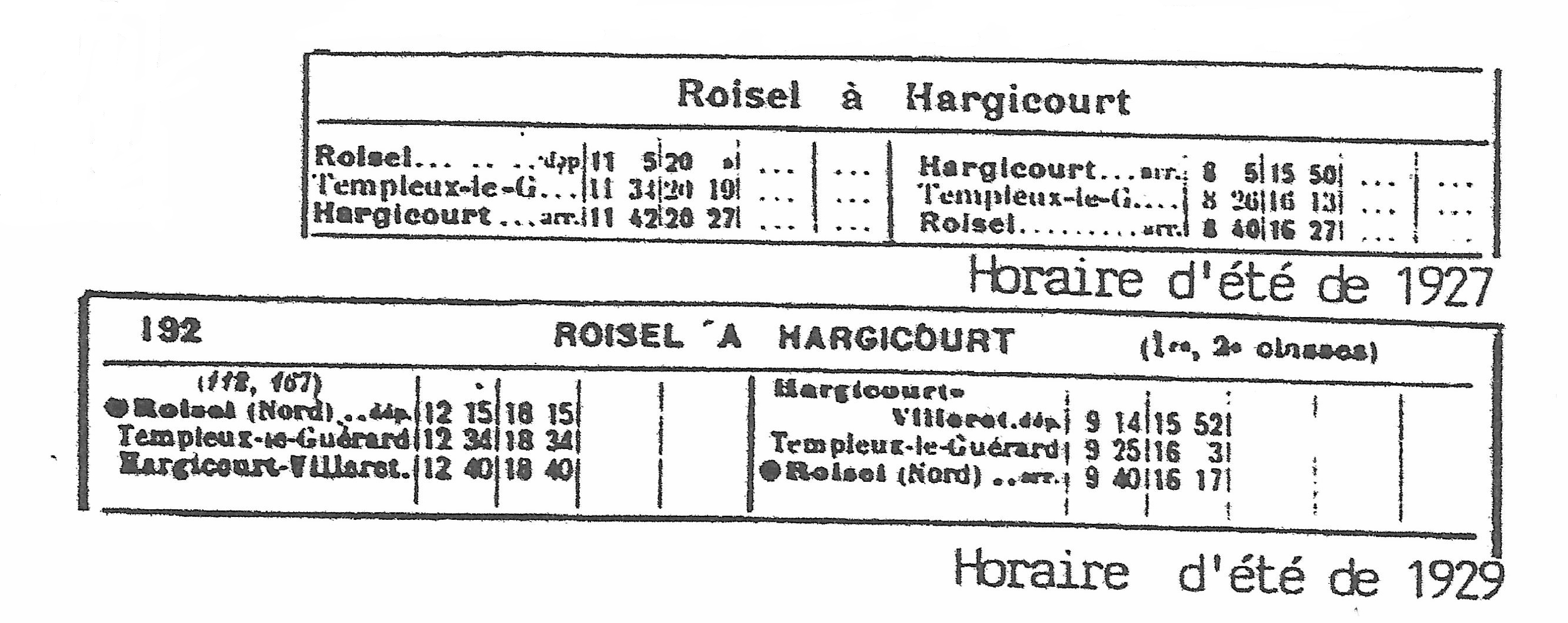
Horaire de la ligne roisel-Hargicourt en 1927.
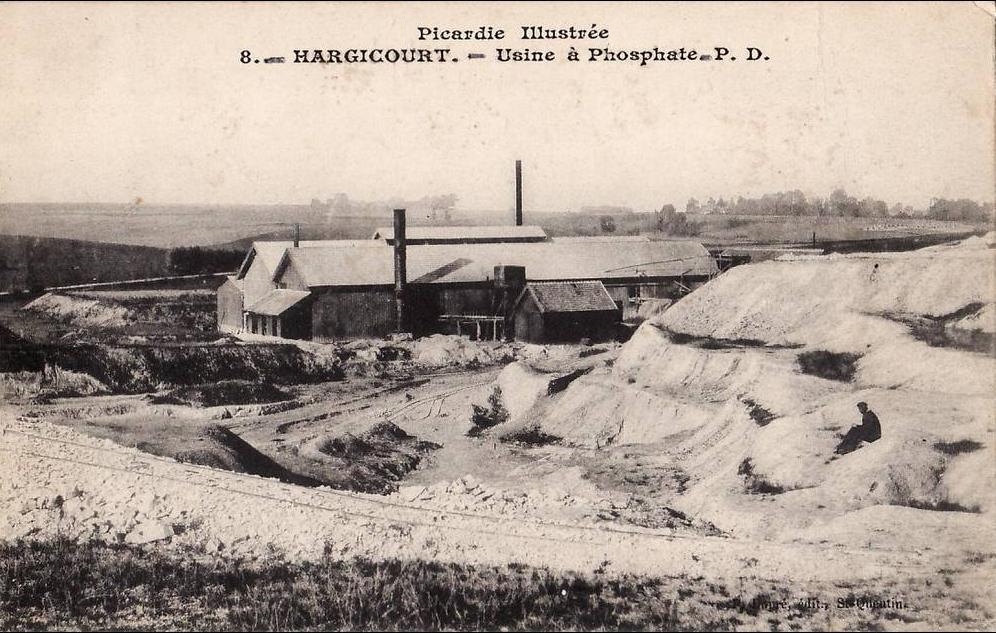
Les usines à phosphate vers 1910.

## Matériel roulant
Locomotives à vapeur :
- Type 030T, Corpet-Louvet, livrée en 1901, n° de construction 859,
- Type 030T, Corpet-Louvet, livrée en 1905, n° de construction 1036,
- Type 030T, Corpet-Louvet, 1899, acquise en seconde main, n° de construction 284,